# Le armi del re
Le armi del re (Lilacs in the Spring) è un film del 1954 diretto da Herbert Wilcox.
La pellicola è una commedia musicale britannica, primo di due film che le stelle Anna Neagle e Errol Flynn hanno fatto insieme; l'altro è L'amante del re. Il film è uscito negli Stati Uniti con il titolo Let's Make Up ed ha rappresentato il debutto cinematografico dell'allora sconosciuto Sean Connery.

## Trama
Durante la seconda guerra mondiale, una giovane attrice, Carole Beaumont, è corteggiata dal produttore-attore Charles King. Insicura dei suoi sentimenti nel confronto dell'uomo, resiste alle attenzioni. Durante un'incursione aerea, l'esplosione di una bomba fa crollare il caffè e Carole sviene. In stato confusionale, sogna se stessa come Nell Gwyn (la favorita di Carlo II) e come regina Vittoria, mentre Charles King assomiglia molto a King Charles. Carole rivive anche la storia d'amore dei genitori, attori di varietà, separati quando le loro carriere arrivarono a conflitto.